# Pielgrzymka (gmina)
Pour les articles homonymes, voir Pielgrzymka.
Pielgrzymka est une gmina rurale du powiat de Złotoryja, Basse-Silésie, dans le sud-ouest de la Pologne. Son siège est le village de Pielgrzymka, qui se situe environ 8 km à l'ouest de Złotoryja, et 86 km à l'ouest de la capitale régionale Wrocław.
La gmina couvre une superficie de 105,15 km2 pour une population de 4 744 habitants.

## Géographie
La gmina est bordée par les gminy de Lwówek, Międzychód, Nowy Tomyśl, Pszczew, Trzciel et Zbąszyń.
La gmina contient les villages de Czaple, Nowa Wieś Grodziska, Nowe Łąki, Pielgrzymka, Proboszczów, Sędzimirów, Twardocice et Wojcieszyn.